# Access Linux Platform
Access Linux Platform (zkratka ALP) označuje generaci operačního systému Palm OS, která je určena pro mobilní zařízení a je vyvíjená japonskou společností Access Co. Tato platforma obsahuje tři aplikační vrstvy: Java, původní linuxové aplikace a kompatibilní klasické Palm OS aplikace. ALP byla představena na mnoha konferencích, např. na konferenci 3GSM, LinuxWorld, GUADEC a Open Source in Mobile.
ALP byla poprvé ohlášena v únoru 2006. O rok později byla oficiálně zveřejněna verze s jejím rozšiřujícím softwarovým příslušenstvím. Mezi organizacemi Access, NTT DoCoMo, Panasonic, NEC a Esteemo probíhá snaha o vytvoření společné platformy zahrnující zrevidovanou verzi i.mode MOAP(L) API, která také splňuje specifikace standardu LiMo Foundation. První chytrý telefon, který používal Access Linux platform, nesl jméno Edelweiss a byl vyvinut společností Emblaze Mobile. 

## Vzhled
Uživatelské rozhraní je navrženo s podobnými cíli jako předchozí Palm OS. Rovněž zachovává filozofii Zen of Palm, tedy snahu vytvářet co nejjednodušší aplikace. Dále rozhraní zahrnuje orientaci založenou na úlohách místo souborového systému, který je běžně používán.
Platforma je navržena tak, aby byla maximálně přizpůsobitelná pro odlišná specifická zařízení. V nejnovějších verzích[kdy?] dostala platforma moderní vzhled a má tak blízko k Palm OS.

## Základní framework
Podobně jako Maemo (tabletový framework od Nokie) je ALP založena na komponentech vycházejících z projektu GNOME včetně GTK+ a GStreameru. Různé druhy dalších základních komponent jsou vypracovány z open source projektů (BlueZ, matchbox, cramfs atd.). Tyto komponenty jsou licencovány pod GPL, LGPL a dalšími open source licencemi, což znamená, že ALP má volně dostupné a otevřené softwarové prostředí.
Mnoho komponent bylo zveřejněno jako Hiker Project pod licencí Mozilla Public License. Tyto komponenty řešily problémy s životním cyklem aplikací, meziúlohovou komunikací, přenosem a využíváním strukturovaných dat, bezpečností a řadou dalších oblastí, které jsou společné pro vývoj mobilních telefonů.

## Vývoj aplikace
Access Linux Platform představuje standardní API pro většinu běžných operací (jak je popsáno v POSIX a LSB standardech). Protože ani POSIX ani LSB nefungují pro telefony, jejich nastavení, messaging atd., je zde mnoho doplňujících frameworků, kterými Access definuje API pro tyto oblasti.
Aplikace pro ALP mohou být vyvíjeny na původním linuxovém zdrojovém kódu v jazyce C nebo C++, jež navazují na aplikace Palm OS (fungující v Garnet VM emulačním prostředí) nebo v Javě. Další execution environment mohou být podporovány přes vznik webové aplikace Launchpad, kterou využívá Application manager (součást Hiker frameworku).
ALP SDK využívá IDE založenou na vývojové platformě Eclipse, jež obsahuje přídavné pluginy stejně jako ve vývojovém prostředí systému Palm OS. Kompilátory (překladače) jsou obvykle EABI s podporou ARM verzí ze standardních nástrojů sady překladačů GCC.  

## Bezpečnost
Access Linux platform využívá k bezpečnému řízení přístupu kombinaci bezpečnostních zásad uživatelského neprivilegovaného režimu (user space) a privilegovaného režimu, ve kterém běží pouze jádro OS (kernel space). Komponenty pro bezpečné zavedení ALP jsou součástí Hiker frameworku. Kontroly jsou založeny na digitálních podpisech a certifikátech. Neohlášeným aplikacím může být povolen přístup k předem definovaným „bezpečným“ API souborům.